# Bankrasmodel
Het Bankrasmodel is de naam voor de — voor Nederlandse begrippen — revolutionaire aanpak waarbij een groep getalenteerde volleyballers zich volledig inzetten om het hoogst bereikbare in hun sport te bereiken. Het volleybalteam speelde zelfs niet in de nationale competitie, maar trainde uitsluitend voor internationale wedstrijden. De grondlegger van dit model was volleybalcoach Arie Selinger.
De aanpak resulteerde in het behalen van olympisch zilver in Barcelona 1992 en goud in Atlanta 1996.
De naam is afgeleid van de Bankrashal, een sporthal aan het Oostelijk Halfrond (dat is een straatnaam) in Amstelveen. Deze hal was thuishaven van Martinus, een van de drijvende volleybalverenigingen in deze. De naam 'Bankrasmodel' is synoniem geworden voor het compromisloos streven naar een hoog (sport)doel, zo nodig door de (niet nuttig geachte) Nationale competitie te verzaken.

## Deelnemers aan het 'Bankrasmodel'
Spelers:
- Peter Blangé
- Rob Grabert
- Olof van der Meulen
- Jan Posthuma
- Avital Selinger
- Ronald Zoodsma
- Ron Zwerver
- Edwin Benne
- Martin Teffer
- Martin van der Horst
- Ron Boudrie
- Henk-Jan Held
- Pieter Jan Leeuwerink
- Patrick de Reus
- Marko Klok
- Arnold van Ree
- Bas van de Goor

Trainers:
- Arie Selinger (trainer van 1986 tot 1989)
- Harrie Brokking (trainer van 1989 tot 1993)

Na het behalen van de olympisch zilver in 1992 koos een aantal spelers ervoor om te gaan volleyballen in buitenlandse competities, waarvan vooral de Italiaanse financieel zeer aantrekkelijk was. Het Bankrasmodel was ter ziele.
In 1996 werden de inspanningen beloond met een gouden medaille op de Spelen in Atlanta.